# Рей Феникс
Рей Фе́никс (исп. Rey Fénix, род. 30 декабря 1990, Мехико) — мексиканский лучадор-энмаскарадо (рестлер в маске), в настоящее время выступает в WWE на бренде SmackDown.
Он также известен по выступлениям в All Elite Wrestling (AEW) и Ring of Honor (ROH), а также как один из участников команды «Луча-братья» вместе со своим старшим братом Пентой.
Он также выступал в Impact Wrestling, где «Луча-братья» являются бывшими командными чемпионами мира Impact. Он также работал в различных американских и мексиканских независимых промоушенах, в первую очередь в Pro Wrestling Guerrilla (PWG).
Начав свою карьеру в 2005 году в мексиканских независимых промоушенах, Феникс подписал контракт с AAA в январе 2011 года, где в марте 2013 года стал первым в истории чемпионом Fusión AAA. В составе AAA Феникс стал мега-чемпионом AAA, латиноамериканским и мировым чемпионом в полусреднем весе, а в конце 2014 года начал работать в Lucha Underground, в апреле 2015 года став первым в истории чемпионом Gift of the Gods и завоевав главный титул промоушена, чемпиона Lucha Underground, в ноябре следующего года. Феникс также владел титулом чемпиона Lucha Underground среди трио, став первым рестлером в Lucha Underground, выигравшим все три титула. Он также выступал в Японии в Pro Wrestling Noah и Pro Wrestling Wave. После ухода из AAA в сентябре 2016 года Феникс сменил свое -имя сначала на Феникс эль Рей, а затем на Рей Феникс («Король Феникс»). В AEW он был членом группировки «Треугольник смерти» и является однократным международным чемпионом AEW, однократным командным чемпионом мира AEW и однократным чемпионом мира AEW среди трио.
Его настоящее имя не является достоянием общественности, как это часто бывает с борцами в масках в Мексике, где их личная жизнь держится в секрете от поклонников реслинга.

## Карьера

### WWE (с 2025)
21 марта 2025 года Fightful Select Español сообщил, что Феникс подписал контракт с WWE. В том же месяце WWE начала показывать ролики на SmackDown для рекламы его дебюта. Он дебютировал 4 апреля на SmackDown под именем Рей Феникс, победив Нейтана Фрейзера. 19 апреля Феникс заменил травмированного Рея Мистерио, чтобы встретиться с Эль Гранде Американо на WrestleMania 41, где потерпел поражение.